# Gymnarrhenoideae
Gymnarrhenoideae, potporodica glavočika. Sastoji se od jednog roda s amfikarpnom vrstrom koja raste po pustinjskim krajevima,  Gymnarrhena micrantha, raširenoj po sjevernoj Africi i Srednjem istoku.